# Herman Potočnik
Herman Potočnik (pseudonim Hermann Noordung, n. 22 decembrie 1892, Pula, Austro-Ungaria – d. 27 august 1929, Viena, Republica Austriacă) a fost un inginer aerospațial sloven și un pionier al astronauticii. El este amintit în primul rând pentru cercetările sale privind traiul uman de lungă durată în spațiul cosmic. 

## Tinerețe
Potočnik s-a născut în portul Pula, Istria, atunci parte a monarhiei austro-ungare (acum în Croația). Familia sa era de etnie slovenă și provenea din Stiria de Jos din Austria-Ungaria (acum în Slovenia). 
Tatăl său Jožef s-a născut în 1841 la Zgornji Razbor lângă Slovenj Gradec și a fost de profesie medic militar. La nașterea fiului său a fost staționat ca ofițer superior al marinei austro-ungare în Pula. Mama sa Minka s-a născut la 7 februarie 1854; era descendentă a unor imigranți cehi, producători de creuzete pentru fabricarea sticlei și o fiică a unui binecunoscut comerciant de vin și consilier local, Jožef Kokošinek din Maribor (născut în Vitanje). În 1866 Jožef Potočnik a participat la a doua bătălie de la Lissa, unde marina austriacă condusă de Wilhelm von Tegetthoff a învins marina italiană regală. Jožef a devenit mai târziu un general în armata austro-ungară. 
Când tatăl lui Herman a murit în 1894, mama sa s-a mutat cu familia în Maribor. Herman a avut doi frați, Adolf și Gustav (care erau ambii ofițeri de marină), și o soră Franciška (Franci). Herman și-a petrecut cea mai mare parte a copilăriei în Maribor și, potrivit unor surse orale, în Vitanje. 
Semnificația pseudonimului Noordung este încă un mister, dar unii sugerează că el l-a folosit pentru a arăta problemele haosului (în germană: Ordnung, "ordine", ordunga în limba slovenă colocvială). Presupunând că inițiala "N" ar fi fost aleasă intenționat ca o negare, numele ar însemna "fără ordine".

## Educația și serviciul militar
În Maribor, Potočnik a urmat școala primară. Apoi a mers la școlile secundare militare din Fischau și Hranice din Moravia. Unchiul său Heinrich era un general maior în armată și, probabil, i-a facilitat studiile sale la școlile militare austriece. Din 1910 până în 1913 a studiat la Academia Tehnică Militară din Mödling din Austria Inferioară (Niederösterreich), academie aflată lângă Viena, pe care a absolvit ca inginer-locotenent secund. Specializarea sa a fost construirea căilor ferate și a podurilor. 
În timpul primului război mondial a slujit în Galiția, Serbia și Bosnia și în 1915 a fost promovat la rangul de locotenent (Oberleutnant). El a fost repartizat în partea de sud-vest a câmpului de luptă de la Soča. În 1919 a fost trecut în rezervă de către armata austriacă cu rangul de căpitan din cauza tuberculozei pe care a contractat-o în timpul războiului. A început să studieze ingineria electrică în departamentul de inginerie mecanică a Universității Tehnice din Viena, Austria, și a obținut un doctorat în inginerie. Din 1925 s-a dedicat în întregime problemelor științei rachetelor și tehnologiei spațiale. Din cauza bolilor cronice, nu și-a găsit un loc de muncă și nu s-a căsătorit, dar a trăit împreună cu fratele său, Adolf, în Viena, Austria.

## Problema călătoriei în spațiu

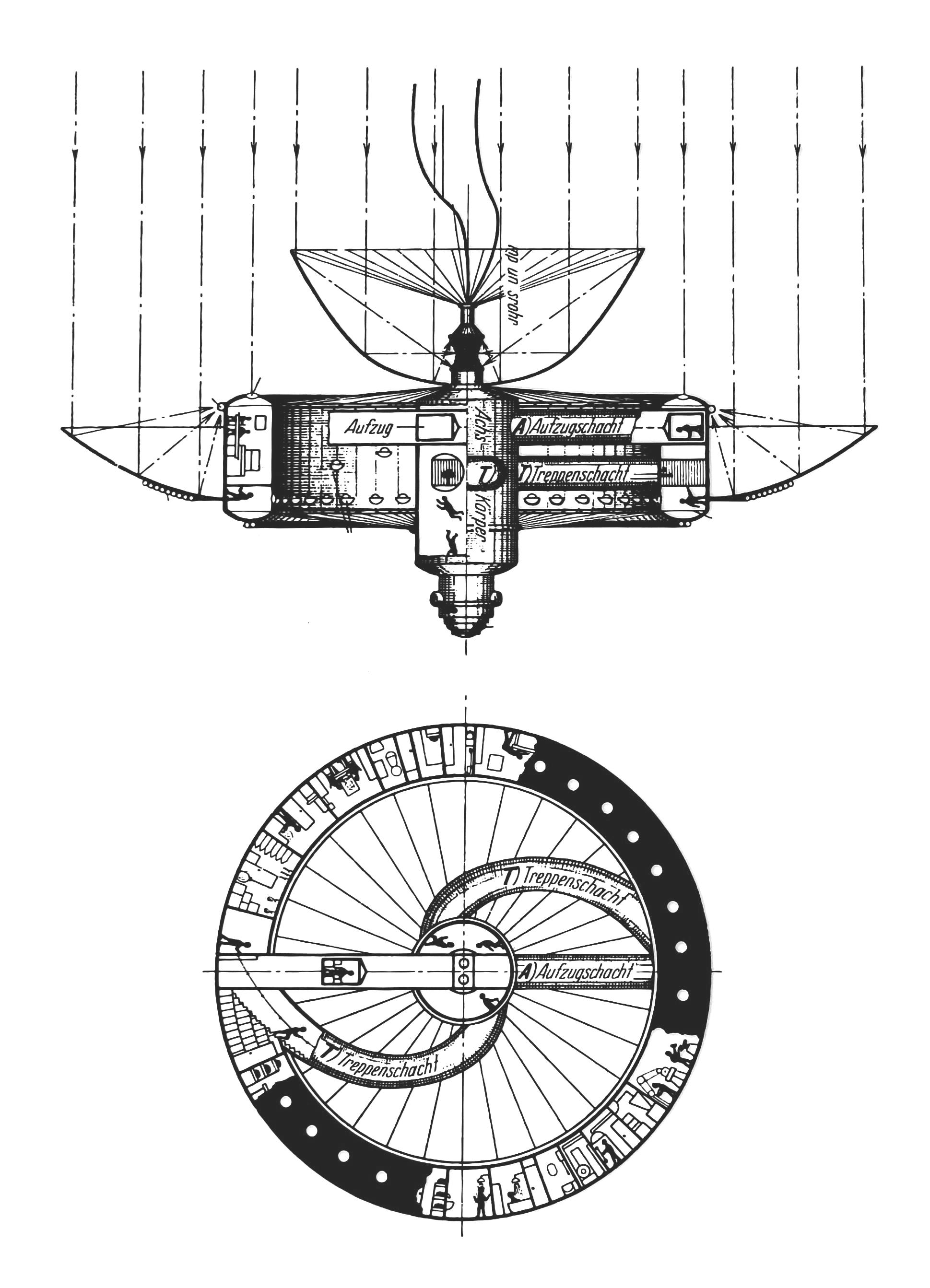
Descrierea unei stații spațiale din Problema călătoriei în spațiu de Hermann Noordung (1929).
(Legenda: Achs-Körper: ax. Aufzugschacht: arbore lift. K : cablu electric la un observator extern. Kondensatorrohre: conducte de condensare. S: sistem de aerisire. Treppenschacht : scară. Verdampfungsrohr : conductă sub presiune).

La sfârșitul anului 1928 a publicat la Berlin singura sa carte, intitulată „Problema călătoriei în spațiu. Motorul rachetei” (Das Problem der Befahrung des Weltraums. Der Raketen-Motor). Editorul Richard Carl Schmidt a tipărit anul 1929 ca data publicării, probabil dintr-un motiv strict de afaceri (pentru a menține cartea în atenția cumpărătorilor noilor pe tot parcursul anului viitor), iar această dată este adesea dată în mod eronat ca fiind data efectivă a publicării. În 188 de pagini și 100 de ilustrații realizate manual, Potočnik a stabilit un plan de colonizare a spațiului prin stabilirea unei prezențe umane permanente acolo. El a conceput un proiect detaliat pentru o stație spațială, proiect considerat de istoricii ruși și americani ai zborurilor spatiale ca fiind prima arhitectură spațială.  El a descris utilizarea unor nave spațiale care orbitează pentru observarea detaliată a solului în scopuri pașnice și militare, și a descris modul în care condițiile speciale din spațiu ar putea fi utile pentru experimente științifice. Potočnik și-a exprimat îndoieli puternice cu privire la utilizarea militară potențial distructivă a acestor proaspete descoperiri. 
Cartea a fost tradusă în limba rusă la începutul anului 1935, în slovenă în 1986 (de către Slovenska matica), în engleză în 1999 (de către NASA) și în limba croată în 2004 (tradusă de Marino Fonović, publicată de Labin Art Press). O traducere parțială în limba engleză, conținând majoritatea capitolelor esențiale, a fost făcută încă din 1929 pentru revista americană Science Wonder Stories și a fost publicată în trei numere (din iulie, august și septembrie 1929).
Cu numeroasele idei pe care le-a avut, a devenit unul dintre fondatorii astronauticii. Conceptele sale au fost luate în serios prima dată doar de amatori ai rachetelor spațiale din Germania, Verein für Raumschiffahrt (VfR - Societatea Germană pentru Călătorii Spațiale). Ediția în limba rusă ar fi influențat lucrările lui Serghei Koroliov.  Mai mult, pe plan local, inginerii vienezi au respins lucrarea sa pe care au considerat-o o fantezie.     

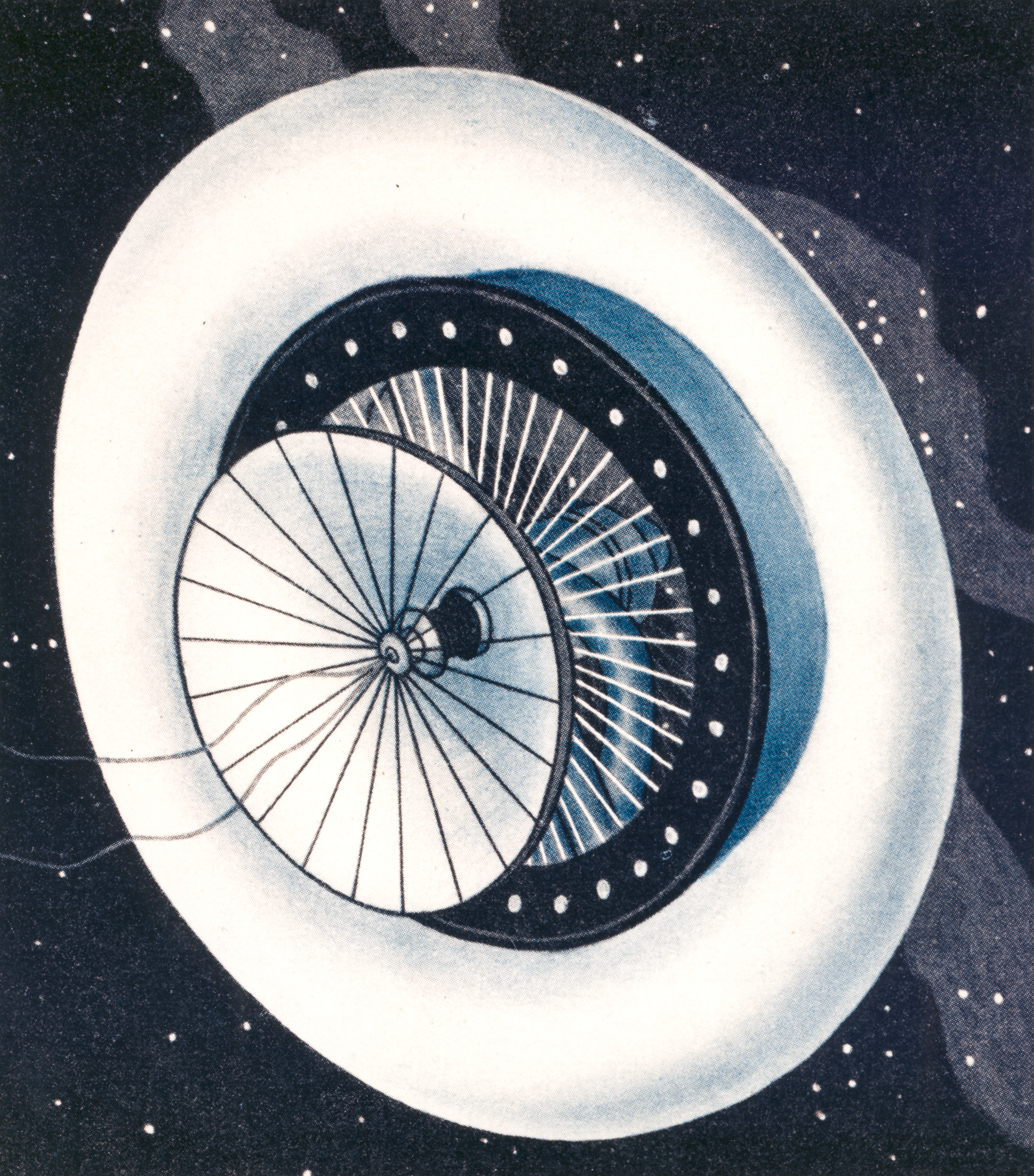
Stația spațială Wohnrad (Living Wheel)

Cartea lui Potočnik descrie sateliții geostaționari (inițiat propuși de Konstantin Țiolkovski în 1926) și a discutat despre comunicarea dintre ei și sol folosind radioul, dar nu a reușit să vadă sateliții ca folositori pentru transmisiuni în masă și ca relee de telecomunicații (idei dezvoltate de Arthur C. Clarke în articolul din 1945 din revista Wireless World). Stația spațială în formă de roată a servit drept inspirație pentru dezvoltarea ulterioară a lui Wernher von Braun (un alt fost membru VfR) în 1952. Von Braun a văzut stațiile spațiale orbitând în jurul Pământului ca o piatră de temelie pentru călătoria spre alte planete. În 1968, filmul de debut al lui Stanley Kubrick, 2001: O Odisee Spațială, a descris un astfel de rol pentru "Space Station V".

## Moarte
Potočnik a murit de pneumonie la vârsta de 36 de ani, în sărăcie mare, la Viena, Austria, și a fost îngropat acolo. Un scurt necrolog despre moartea sa a fost tipărită într-un cotidian din Maribor, în care s-a amintit despre faptul că a fost inginer și căpitan, despre boala sa, dar nimic despre munca sa în ceea ce privește spațiul cosmic. 

## Moștenire
Străzi din Graz, Ljubljana și Pula poartă acum numele său. 
O propunere a fost făcută la sfârșitul anilor 1990 pentru a numi Stația Spațială Internațională în onoarea sa.   
În 1999, la Universitatea din Maribor, a avut loc un simpozion internațional de două zile despre viața și munca sa, simpozion la care a fost sărbătorită cea de-a 70-a aniversare a primei tipăriri a cărții sale celebre. 
Asteroidul 19612 Noordung, descoperit în 1999 la Observatorul Črni Vrh, este numit după el. 
În 2006, Centrul Memorial Herman Potočnik Noordung (HPNMC) a fost construit în Vitanje, Slovenia. O statuie a lui Herman Potočnik este amplasată în localitatea sa de naștere, Pula. În 2012, Centrul Cultural al Tehnologiilor Spațiale Europene (KSEVT), inspirat de opera sa, a fost construit în Vitanje, Slovenia.